# Mršina

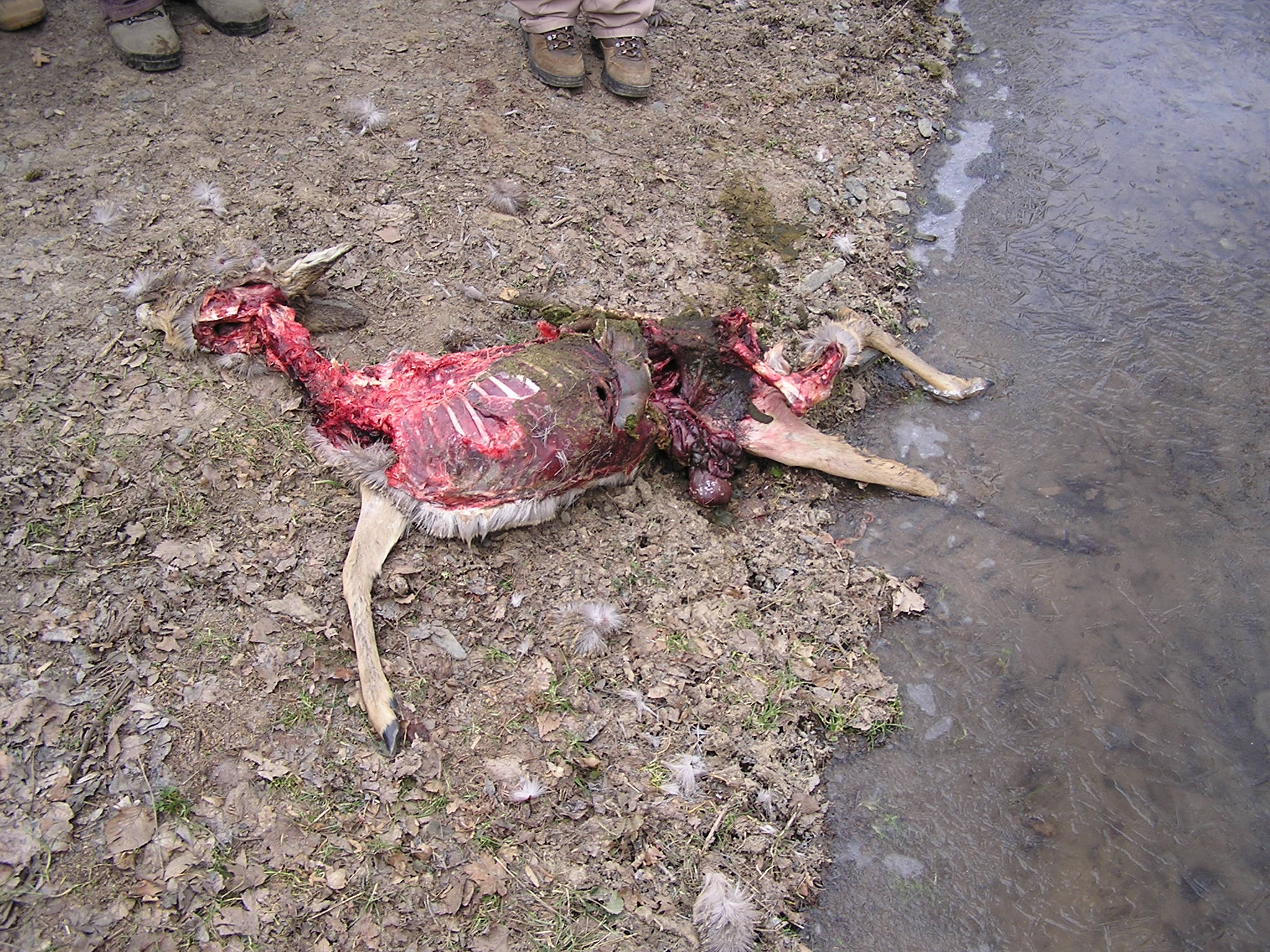
Ohlodaná mršina srnky

Mršina nebo zdechlina je mrtvola zvířete. Mršiny představují pro mnohé druhy šelem a všežravců hlavní či zásadní zdroj potravy, příkladem jsou např. hyeny, supi, orli a varani komodští. Na likvidaci mršin se významně podílí i hmyz včetně různých druhů brouků – typickým příkladem jsou zástupci čeledi mrchožroutovitých (Silphidae).
Pach podobný pachu mršin vydávají i některé druhy rostlin, které tímto způsobem lákají hmyz a zajištují svůj rozmnožovací cyklus.